# Ophiorrhiza rufinervis
Ophiorrhiza rufinervis är en måreväxtart som beskrevs av Theodoric Valeton. Ophiorrhiza rufinervis ingår i släktet Ophiorrhiza och familjen måreväxter. Inga underarter finns listade i Catalogue of Life.